# Питон-дю-Карбе
Питон-дю-Карбе (фр. Pitons du Carbet) — небольшой горный хребет на Мартинике.
Расположен хребет в северной части острова южнее стратовулкана Монтань-Пеле, который не является частью Питон-дю-Корбе. Хребет имеет вулканическое происхождение, но в отличие от Мон-Пеле не является активным.
Пять вершин имеют высоту более 1000 м. Высшая точка — 1197 м.
- Питон-Лакруа или Морн-Павийон (1197 м)
- Морн-Пике (1160 м)
- Дюмоз (1109 м)
- Питон-де-л’Альма (1105 м)
- Буше (1070 м)

Среди туристов популярно восхождение на вершины: пешком или скалолазание по более отвесным склонам.